# Sender Kreuzeck
Der Sender Kreuzeck ist eine Sendeanlage des Bayerischen Rundfunks, die sich auf dem Dach der Bergstation der Kreuzeckbahn auf dem 1.651 Meter hohen Kreuzeck im Wettersteingebirge südlich von Garmisch-Partenkirchen befindet.
Versorgt werden von hier der Markt Garmisch-Partenkirchen sowie das Loisachtal bis nach Eschenlohe.

## Frequenzen und Programme

### Analoger Hörfunk (UKW)
| Frequenz (MHz) | Programm       | RDS PS            | RDS PI                | Regionalisierung | ERP (kW) | Antennendiagramm rund (ND)/gerichtet (D) | Polarisation horizontal (H)/vertikal (V) |
| -------------- | -------------- | ----------------- | --------------------- | ---------------- | -------- | ---------------------------------------- | ---------------------------------------- |
| 89,2           | Bayern 1       | B1_Obb__ BAYERN_1 | D411 (regional), D311 | Oberbayern       | 0,1      | D (310–60°)                              | H                                        |
| 93,5           | Bayern 2       | Bayern_2          | D312                  | -                | 0,1      | D (310–60°)                              | H                                        |
| 95,9           | BR-Klassik     | BR-KLASS          | D314                  | –                | 0,1      | D (310–60°)                              | H                                        |
| 97,7           | Bayern 3       | BAYERN_3          | D313                  | –                | 0,1      | D (310–60°)                              | H                                        |
| 104,9          | BR24           | BR24____          | D315                  | –                | 0,1      | D (310–60°)                              | H                                        |
| 106,2          | Radio Oberland | OBERLAND          | D91E                  | –                | 0,2      | D (260–120°)                             | H                                        |

### Digitales Fernsehen (DVB-T)
Die DVB-T Ausstrahlungen sind im Gleichwellenbetrieb (Single Frequency Network) mit anderen Sendestandorten.
| Kanal | Frequenz (in MHz) | Multiplex                   | Programme im Multiplex                                                                                    | ERP (in kW) | Antennen- diagramm rund (ND) / gerichtet (D) | Polarisation horizontal (H) / vertikal (V) | Modulations- verfahren | FEC | Guard- intervall | Bitrate (in MBit/s) | SFN                                                         |
| ----- | ----------------- | --------------------------- | --- | ----------- | -------------------------------------------- | ------------------------------------------ | ---------------------- | --- | ---------------- | ------------------- | ----------------------------------------------------------- |
| 47    | 682               | ARD Digital (BR)            | - Das Erste (BR) - ARTE - Phoenix - One                                                                   | 5           | D                                            | H                                          | 16-QAM                 | 2/3 | 1/4              | 13,27               | Garmisch-Partenkirchen (Kreuzeck), Hohenpeißenberg          |
| 53    | 730               | ARD regional (BR) Südbayern | - Bayerisches Fernsehen (Schwaben/Altbayern) - ARD-alpha - SWR Fernsehen Baden-Württemberg - tagesschau24 | 5           | D                                            | H                                          | 16-QAM                 | 2/3 | 1/4              | 13,27               | Garmisch-Partenkirchen (Kreuzeck), Hohenpeißenberg          |
| 28    | 530               | ZDFmobil                    | - ZDF - 3sat - ZDFinfo - KiKA (6–21 Uhr) / ZDFneo (21–6 Uhr)                                              | 5           | D                                            | H                                          | 16-QAM (8k-Modus)      | 2/3 | 1/4              | 13,27               | Garmisch-Partenkirchen (Kreuzeck), Hohenpeißenberg, Grünten |

### Analoges Fernsehen (PAL)
Vor der Umstellung auf DVB-T diente der Sendestandort weiterhin für analoges Fernsehen:
| Kanal | Frequenz (MHz) | Programm                                   | ERP (kW) | Sendediagramm rund (ND)/ gerichtet (D) | Polarisation horizontal (H)/ vertikal (V) |
| ----- | -------------- | ------------------------------------------ | -------- | -------------------------------------- | ----------------------------------------- |
| 9     | 203,25         | Das Erste (BR)                             | 0,05     | D                                      | H                                         |
| 31    | 551,25         | ZDF                                        | 0,6      | D                                      | H                                         |
| 45    | 663,25         | Bayerisches Fernsehen (Schwaben/Altbayern) | 0,6      | D                                      | H                                         |